# ピッグポイントの戦い
座標: 北緯36度55分00秒 西経76度26分06秒 / 北緯36.91667度 西経76.43500度
ビッグポイントの戦い（英: Battle of Pig Point）は、南北戦争開戦直後の1861年6月5日に、バージニア州のポーツマスに近いビッグポイントで起きた北軍砲艦と南軍砲台の砲撃戦である。ビッグポイントはハンプトン・ローズに近いナンスモンド川河口にあり、ニューポートニューズからは約5マイル (8 km) の位置にある。サムター砦の戦いで南北戦争が開戦してから特に重要な戦闘も無いままに1か月半が過ぎたときにこの戦闘が起こり、当時は幾らかの注目を受けた。戦闘そのものは決着が付かないものだったが、南軍は北軍砲艦の攻撃を跳ね返し、守備隊の砲撃で砲艦の乗組員5名を負傷させた。南北戦争初期には北軍砲艦と南軍砲台の交戦が幾つか起きたが、この戦闘もそれらと同様に北軍による海上封鎖、特にチェサピーク湾の封鎖に関連して発生した。南軍はそれらに対応して、バージニア州の川を北軍が軍用にも商業用にも利用する可能性を、否定したという動きの一部でもあった。

## 背景
1861年4月15日、サウスカロライナ州チャールストン港にあるサムター砦で、アメリカ陸軍の小さな守備隊が南軍に降伏した翌日、エイブラハム・リンカーン大統領が、連邦資産の奪回と、始まったばかりの7つの南部奴隷州の反乱の鎮圧のために、志願兵75,000人の募集を呼びかけた。バージニア州を含むアップランドサウスの4州は奴隷制度を認めており、リンカーンの呼びかけに応じることを拒否し、アメリカ合衆国から脱退手続きを始めた。4月17日、リッチモンドで開催された会議ではバージニア州がアメリカ合衆国から脱退する条例を可決し、連邦政府の軍事行動に対してバージニア州を守るために、州知事が志願兵を招集してバージニア州軍に加えることを承認した。このバージニア脱退会議は、アメリカ合衆国からの脱退を5月23日の住民投票に掛けることとしたが、この会議やバージニア州の政治的指導者たち、とくに州知事のジョン・レッチャーの行動は、事実上バージニア州を脱退させたものだった。リンカーン大統領はバージニア州の脱退に進む動きを注視し、脱退を問う住民投票の結果を待たずに、バージニア州をアメリカ連合国の一部として扱う行動に移った。4月27日、当初のアメリカ連合国各州に対して4月19日に宣言していた海上封鎖を、バージニア州とノースカロライナ州の港を含めるよう拡大させた。
5月27日、ジェームズ川とヨーク川の間にあるバージニア半島の先端、モンロー砦を指揮する北軍のベンジャミン・フランクリン・バトラー少将が、8マイル (13 km) 北のニューポートニューズに部隊を派遣して占領した。5月29日までに北軍は、ジェームズ川河口の船舶運河とナンスモンド川河口をカバーするニューポートニューズ・ポイントに宿営地と砲台を設置していた。一方南軍はニューポートニューズからナンスモンド川の対岸にあるピッグポイントに、ノーフォーク郡のゴスポート海軍造船所（現在はポーツマス市）で捕獲した大砲を使って砲台を設営した。バトラーはニューポートニューズに北軍の陣地を造った後、サフォークを占領するためにナンスモンド川を遡ろうと考えた。この目標を達成するためにはピッグポイントの砲台を片付ける必要があった。

## 戦闘

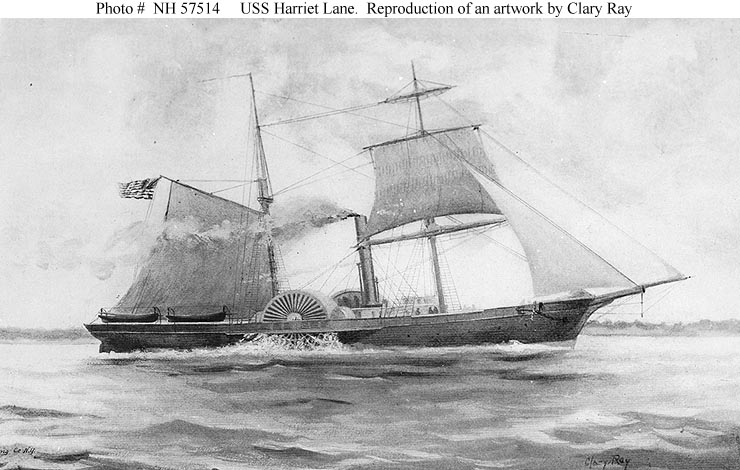
ハリエットレーン

1861年6月5日、バトラー将軍はジョン・ファウンス大尉に、サムター砦を補強し補給しようとした砲艦の1隻、ハリエットレーン（密輸監視隊の艦船）を使い、ピッグポイントの南軍砲台の強度を確認するためにそれを攻撃するよう命じた。ファウンスは砲台を攻撃したが、水深が浅いために、かなり遠距離から砲弾を放つ必要があった。発射した30発の砲弾の大半は砲台の手前に落ちた。ポーツマス・ライフル銃中隊を含む砲台の守備隊が反撃して、北軍砲艦の乗組員5名を負傷させた。ファウンスはこの短時間の交戦から、砲台は強力であると判断し、それでその任務を果たしたと考えた。強力な南軍火力の前に戦いの場からハリエットレーンを退かせた。
南軍砲台を指揮していたロバート・ペグラム大尉は、ハリエットレーンが33発の砲弾を放ち、損失も損傷も受けなかったと報告した。南軍は23発の砲弾を返した。後の証言では、ハリエットレーンが砲台の48ポンド砲1門を使用不能にしていた。ハリエットレーンの乗組員5名が南軍の砲撃で負傷した。
同じ6月5日、北軍の側輪船USSクエーカーシティがバージニア・ケープス沖で南軍の船舶ジェネラル・グリーンを捕獲した。

## 戦闘の後
南軍はピッグポイントの支配と砲台の運営を維持していたが、1862年5月9日の半島方面作戦開始に伴い、ノーフォークとポーツマスを放棄した。北軍は5月10日と11日にノーフォークとポーツマスを占領した。